# Thomas Mikkelsen (Fußballspieler, 1990)
Thomas Mikkelsen (* 19. Januar 1990 in Tønder) ist ein dänischer Fußballspieler, der als Mittelstürmer spielt.

## Karriere
Seine Jugend verbrachte er bei Brodebro Idrætsforening. Von dort wechselte er zum FC Sydvest 05, wo er in 14 Spielen 11 Tore erzielte.
In der Winterpause 2009/10 wurde er von Vejle BK verpflichtet. Hier spielte er 3 ½ Jahre, bevor er im Frühjahr 2013 für zwei Spielzeiten zum FC Fredericia wechselte.
Im Sommer 2014 wurde Mikkelsen an Odense BK verkauft. Dort erhielt er einen Vertrag bis zum 30. Juni 2018. Er schaffte jedoch nicht den Durchbruch und wurde daraufhin für eine Saison zum IFK Göteborg ausgeliehen. Mit dieser Mannschaft wurde er schwedischer Pokalsieger 2015. Danach war er für eine Saison an Vejle BK ausgeliehen. Im Januar 2017 folgte eine Leihe nach Schottland zu Dundee United. Beim Zweitligisten erzielte er in 17 Spielen bis zum Ende der Saison sieben Tore, bevor er zurück nach Dänemark ging. Am 4. Juli 2017 wurde bekannt gegeben, dass Mikkelsen einen Zweijahresvertrag mit dem schottischen Club Ross County unterzeichnet hatte. Nach nur zwei Starteinsätzen und sieben Einwechselungen wurde er im Januar 2018 wieder an Dundee United ausgeliehen. Am 14. Juni 2018 wechselte Mikkelsen zum isländischen Team Breiðablik Kópavogur.
Im Sommer 2021 verließ er den Verein und kehrte nach Dänemark zurück. Dort schloss er sich dem Zweitligisten Kolding IF mit einem Vertrag bis 2024 an.

## Erfolge
- Schwedischer Pokalsieger 2014/15